# Pagór

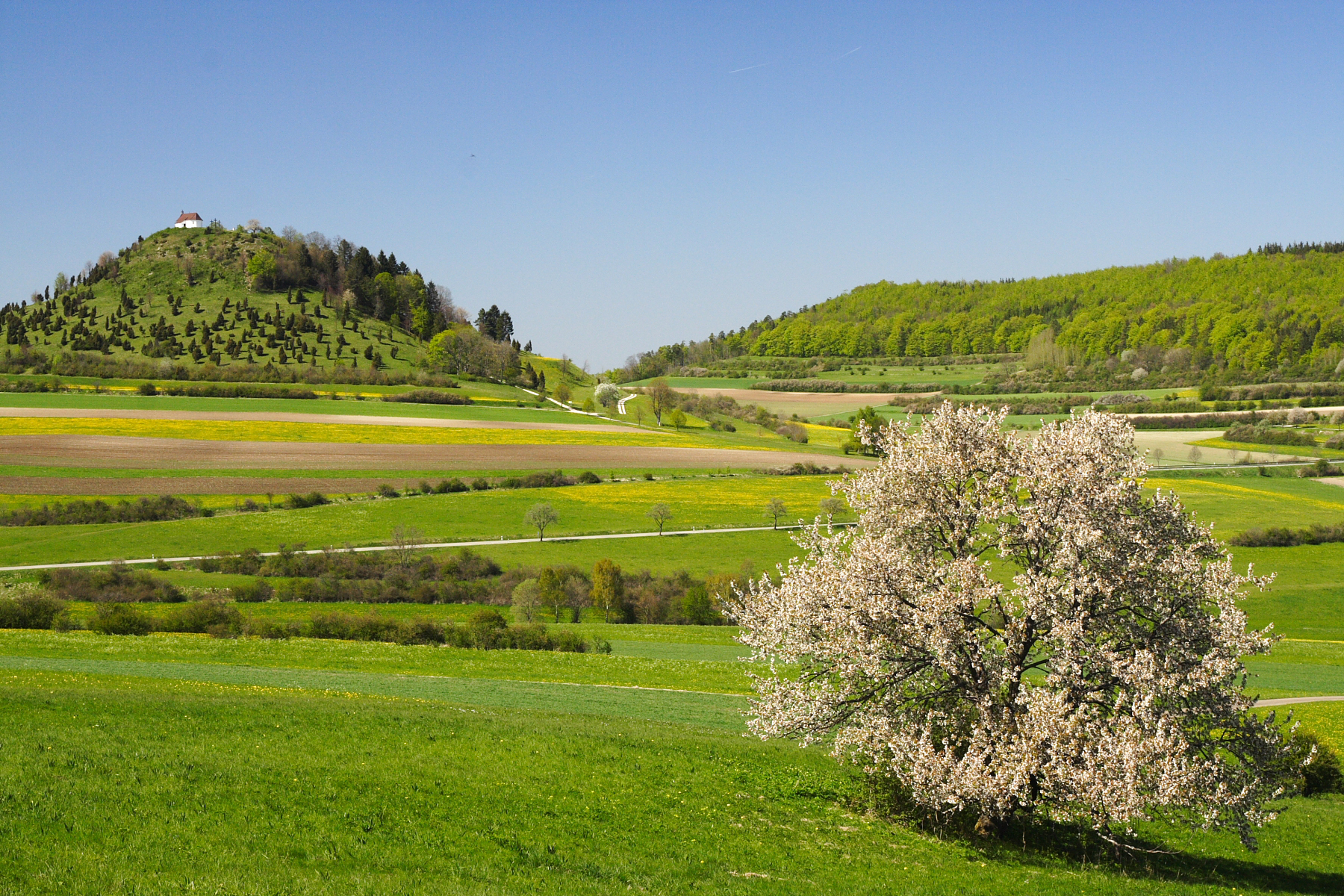
Po lewej pagór Kornbühl w Jurze Szwabskiej

Pagór – wyniosłość typu pagórkowatego większych rozmiarów, o wysokości względnej do 100 m.
Pagóry wyróżniają się w otoczeniu zdecydowanie silniejszym nachyleniem stoku. Wierzchołki pagórów są zazwyczaj okrągłe.
Mniejszą wyniosłością jest pagórek, większą zaś wzgórze.